# Christian Jasper (Künstler)
Christian Jasper (* 1967 in Dortmund) ist ein deutscher Installationskünstler.

## Leben
Jasper studierte von 1989 bis 1995 Freie Kunst an der Kunstakademie Münster und war Meisterschüler von Rainer Barzen. Sein Studium beendete er 1995/1996 am Centro de Arte e Communicação Visual in Lissabon. Von 1996 bis 1998 studierte er Bildnerisches Gestalten und Therapie an der Akademie der Bildenden Künste München.

## Schaffen
Die Installationen von Jasper werden langfristig vorbereitet und genau auf den Ausstellungsraum abgestimmt. Er nutzt für seine plastischen Objekte und räumlich-installativen Eingriffe sowohl verschiedene Materialien als auch Zeichnungen. Häufig sind menschliche Figuren Teil seiner Installationen, die farblich in Plastilin gefasst sind. Dabei verwendet er eine handelsübliche Knetmasse, die er u. a. mit Zuschlägen wie Bienenwachs modifiziert. Seit 2008 baut er in seine Installationen die Buchstabenfolge ONO ein, die als eine Art Branding funktionieren soll.

## Einzelausstellungen (Auswahl)
- Flugzeug, Galerie Stefan Rasche, Münster, 1997
- u.a. ... Sommerloch, Galerie Schneiderei, Köln
- :, Aktionsforum Praterinsel, München, 2005
- Selbst und andere Zwischenfälle, Dortmunder Kunstverein und mini salon, München, 2007
- Breaking the Fourth Wall, Ter Caemer-Meert Contemporary, Kortrijk, Belgien, 2008
- Do the right thing, Künstlerhaus eins eins, Hamburg, 2009
- Im Raum, Kunstverein Unna, 2016
- Warten auf den rechten Augenblick(ONO), Kunstverein Ebersberg, 2018
- Tête-à-Tête, zusammen mit Jochen Pankrath, Neue Galerie Dachau, 2019/2020[4]